# Na Uy
Na Uy (Bokmål: Norge; Nynorsk: Noreg), tên chính thức là Vương quốc Na Uy, là một quốc gia ở Bắc Âu nằm ở Tây Bắc Châu Âu có lãnh thổ bao gồm phần phía tây và cực bắc của Bán đảo Scandinavia; bao gồm đảo Jan Mayen và quần đảo Svalbard là 2 lãnh thổ nằm rất xa về phía Bắc Cực; bao gồm lãnh thổ phụ thuộc: đảo Bouvet nằm ở khu vực Subantartic. Na Uy cũng tuyên bố chủ quyền lãnh thổ với hai hòn đảo Peter I và Queen Maud Land tại châu Nam Cực.
Na Uy có tổng diện tích là 385.207 kilômét vuông (148.729 dặm vuông Anh) và dân số là 5,385,300 (2020). Đất nước này có chung biên giới phía đông với Thụy Điển (có chiều dài là 1.619 km hoặc 1.006  mi). Na Uy giáp Phần Lan và Nga ở phía đông bắc. Eo biển Skagerrak ở phía nam nối Na Uy với Đan Mạch. Na Uy có đường bờ biển dài, hướng ra Bắc Đại Tây Dương và biển Barents. Chính đại dương khiến Na Uy có khí hậu vùng đất thấp êm dịu, bớt lạnh hơn nhiều so với các quốc gia ở vùng vĩ độ bắc tương tự. Ngay cả vào những đêm vùng cực, nhiệt độ thông thường vẫn trên mức đóng băng. Đại dương cũng mang lại lượng mưa và lượng tuyết rơi lớn ở nhiều vùng.
Quốc vương Na Uy hiện tại là Harald V thuộc Vương tộc Glücksburg. Thủ tướng đương nhiệm là ông Jonas Gahr Støre (Ap) (từ năm 2021). Na Uy là một quốc gia độc lập, có bộ máy nhà nước đơn nhất chế độ quân chủ lập hiến; Na Uy phân chia quyền lực quốc gia cho Quốc hội, Hội đồng nội các và Tòa án tối cao theo đúng Hiến pháp năm 1814. Vương quốc Na Uy được thành lập vào năm 872 với sự sáp nhập của hàng loạt các tiểu quốc và tồn tại như thế trong suốt hơn 1 100 năm. Từ năm 1537 đến 1814, Na Uy là một phần của Vương quốc Đan Mạch-Na Uy; từ năm 1814 đến 1905 thì nằm trong Vương quốc Liên hiệp Thụy Điển và Na Uy. Na Uy là nước trung lập trong Thế chiến thứ nhất, đến tháng 4 năm 1940 thì bị xâm chiếm bởi Đức Quốc xã và đến tận cuối Thế chiến thứ hai thì Na Uy mới giành được độc lập.
Na Uy phân chia hệ thống chính trị và quản lý làm 2 cấp độ: Hạt và Khu tự quản. Nhóm người thiểu số Sámi tự trị trong vùng đất của họ theo Đạo luật Finnmark và Quốc hội Sámi. Na Uy duy trì mối quan hệ chặt chẽ với cả Liên minh châu Âu và Hoa Kỳ. Na Uy là thành viên sáng lập của Liên hợp quốc, NATO, Hiệp hội thương mại tự do châu Âu, Hội đồng châu Âu, Hiệp ước châu Nam Cực và Hội đồng Bắc Âu; là thành viên của Khu vực kinh tế châu Âu, WTO, OECD cũng như Khu vực Schengen. Tiếng Na Uy có rất nhiều điểm tương đồng với tiếng Đan Mạch và Thụy Điển.
Na Uy đi theo mô hình phúc lợi Bắc Âu với hệ thống chăm sóc sức khỏe toàn dân và an sinh xã hội toàn diện, bắt nguồn từ lý tưởng của Chủ nghĩa quân bình. Na Uy nắm giữ vị trí quan trọng trong các lĩnh vực công nghiệp trọng điểm, với lượng dự trữ tài nguyên dồi dào gồm có dầu mỏ, khí tự nhiên, khoáng sản, gỗ, thủy sản và nước ngọt. Ngành dầu khí chiếm đến khoảng 1/4 tổng sản phẩm quốc nội (GDP). Nếu tính trên bình quân đầu người, Na Uy là chính là nước sản xuất dầu mỏ và khí tự nhiên lớn nhất thế giới bên ngoài Trung Đông.
Mức thu nhập bình quân đầu người của Na Uy cao thứ tư thế giới theo danh sách của tổ chức Ngân hàng Thế giới và Quỹ tiền tệ thế giới IMF. Còn theo danh sách của CIA (ước tính 2015) Na Uy xếp thứ 11. Quỹ đầu tư quốc gia của Na Uy cũng là lớn nhất thế giới, với giá trị 1 nghìn tỷ USD; chỉ số Phát triển Con người HDI cũng xếp số 1 kể từ năm 2009; xếp thứ nhất trong Báo cáo Hạnh phúc Thế giới năm 2017 và hiện tại đang đứng đầu về Chỉ số Cuộc sống tốt đẹp hơn của OECD, chỉ số Liêm chính công, Chỉ số Dân chủ. Na Uy cũng là một trong những nước có tỷ lệ tội phạm thấp nhất trên thế giới.

## Nguồn gốc tên gọi

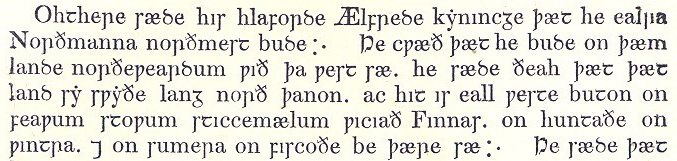
Mở đầu bản ghi chép của Ohthere viết: "Ohthere nói với chúa tể Ælfrede Đại đế rằng ông ta sống ở tận cực bắc, xa hơn tất cả những người phương Bắc..."

## Lịch sử

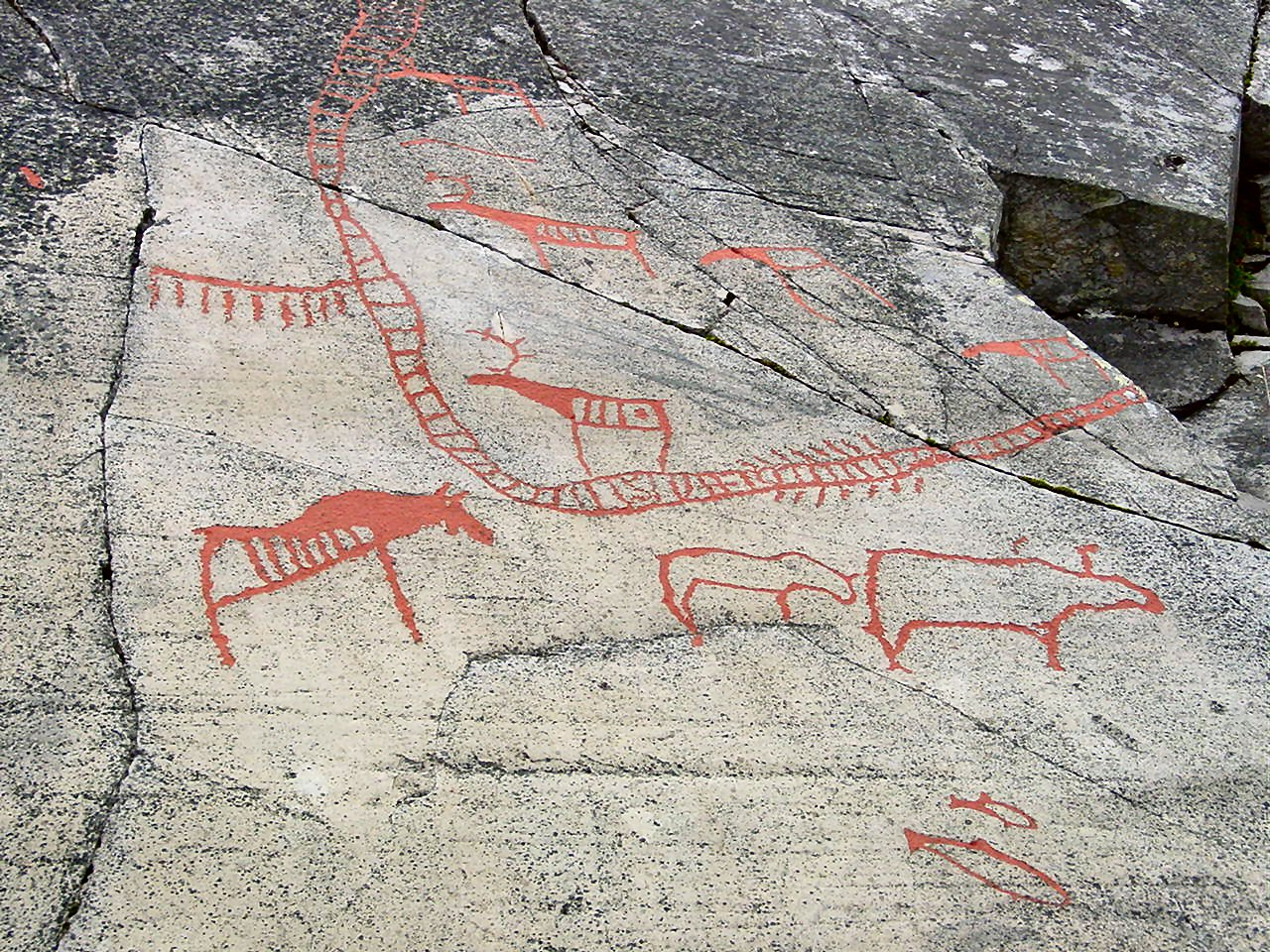
Tranh khắc đá tại Alta

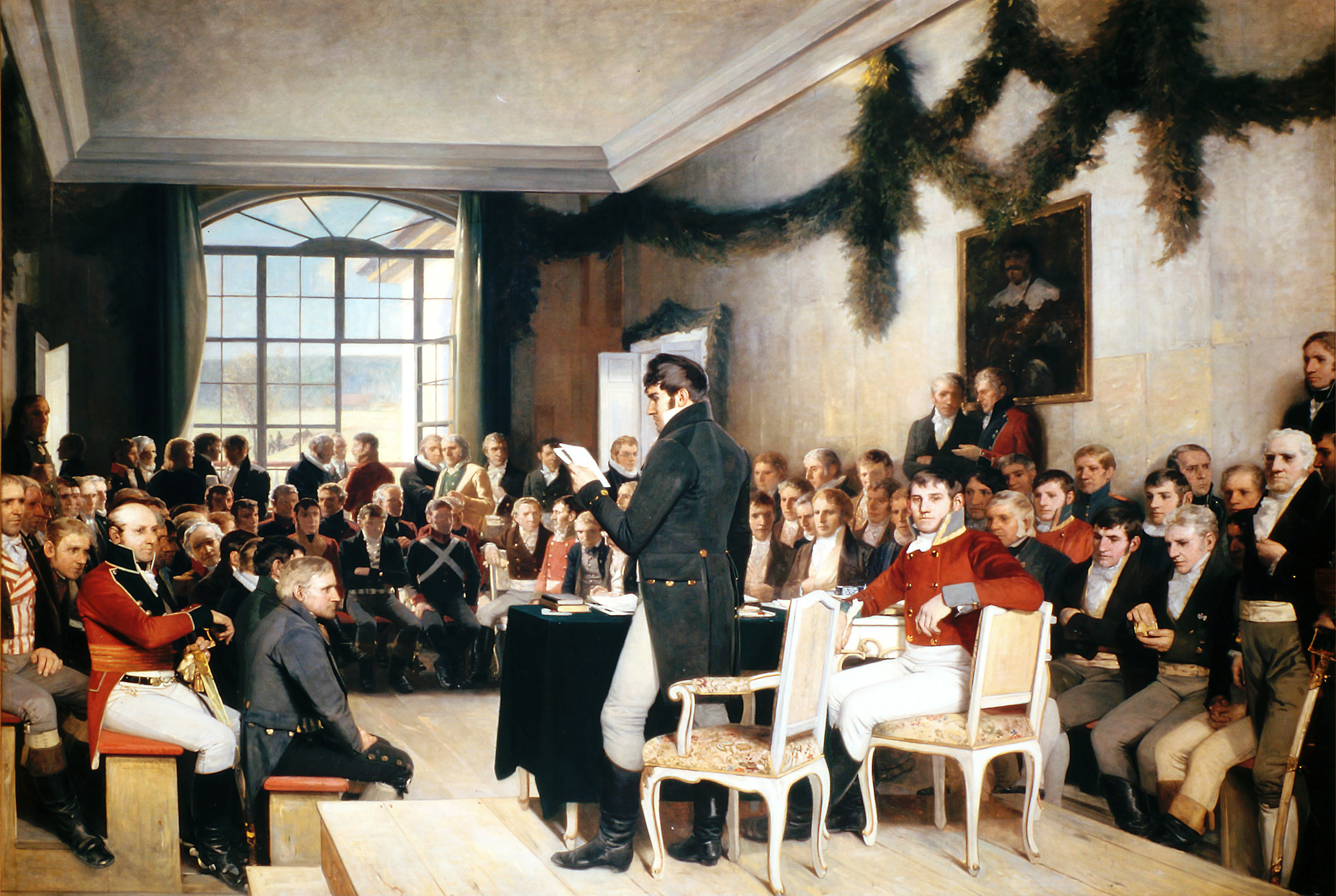
Hội đồng hiến pháp năm 1814, tranh vẽ của Oscar Wergeland.

## Địa lý

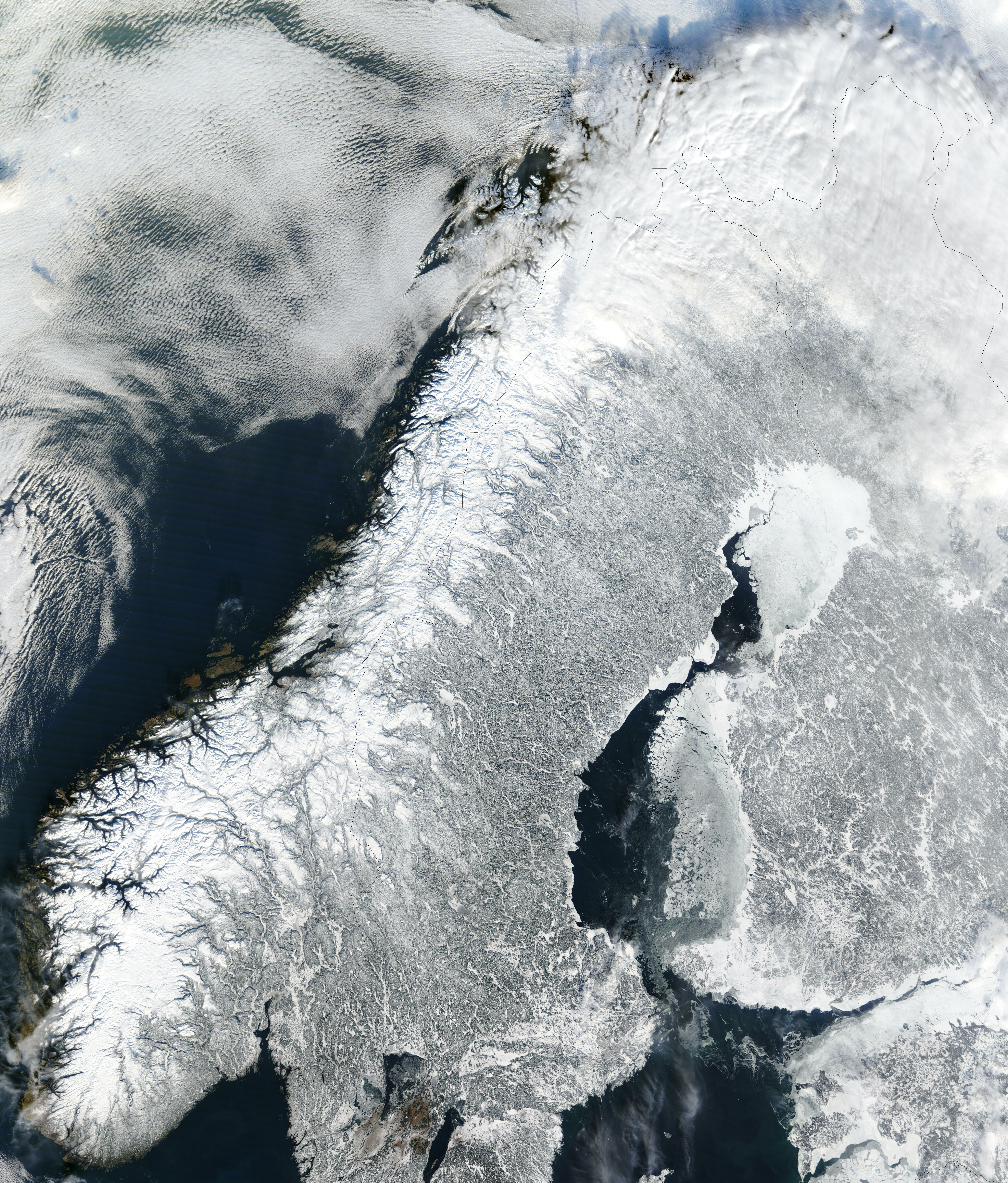
Hình vệ tinh lục địa Na Uy vào mùa đông

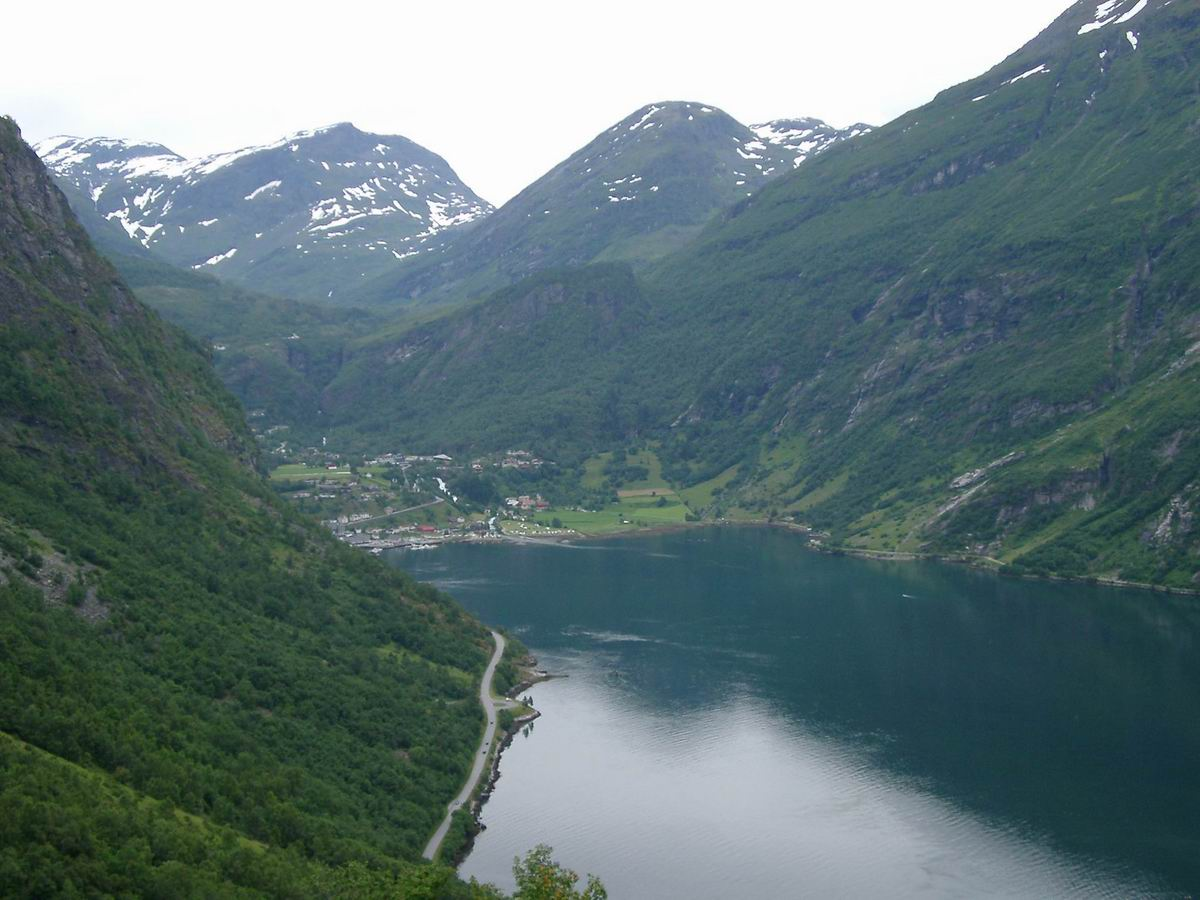
Phong cảnh đặc trưng phía tây Na Uy với làng (Geiranger)

## Chính trị

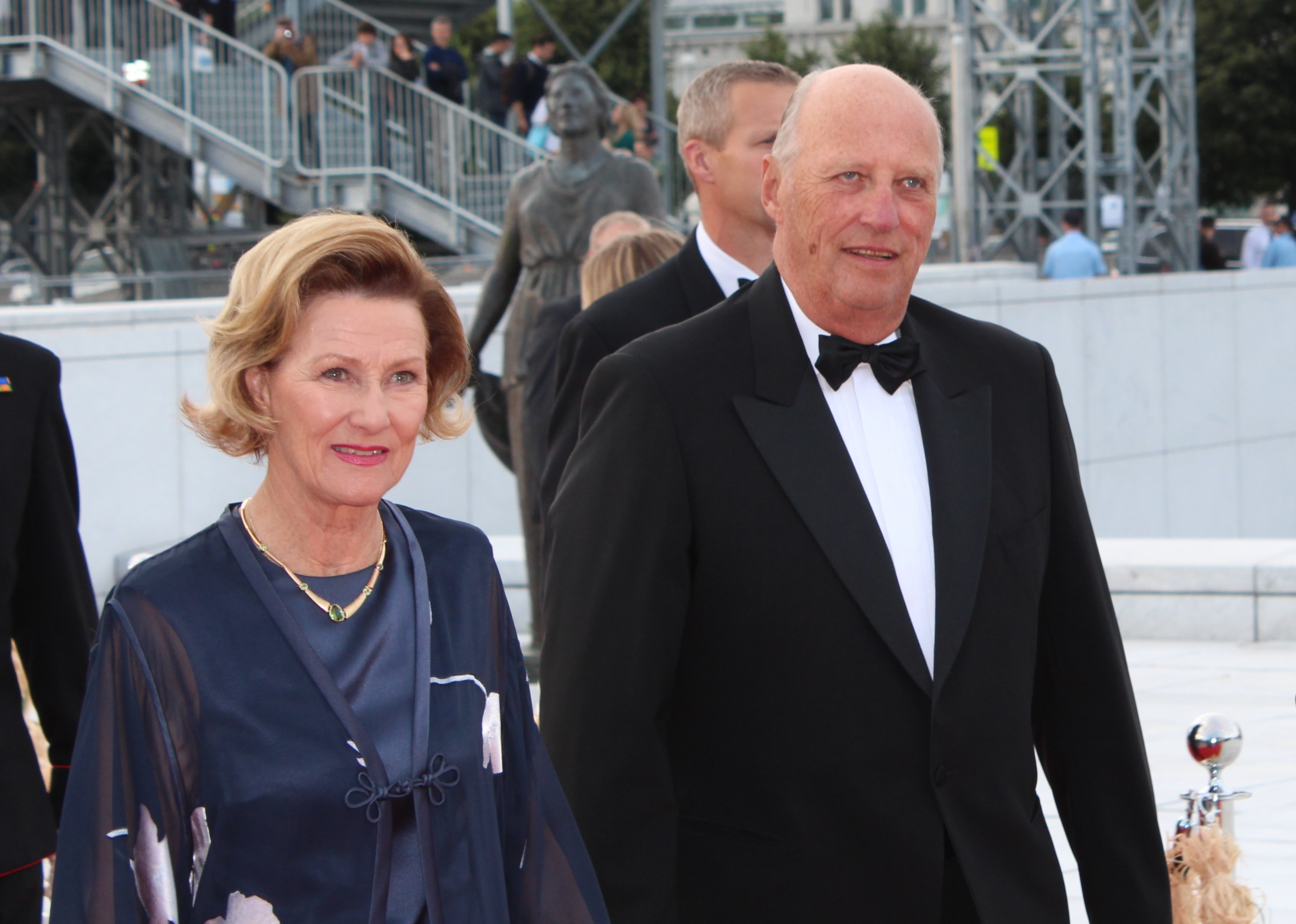
Vua Harald V và Nữ hoàng Sonja của Na Uy (trị vì từ năm 1991) vào năm 2012.

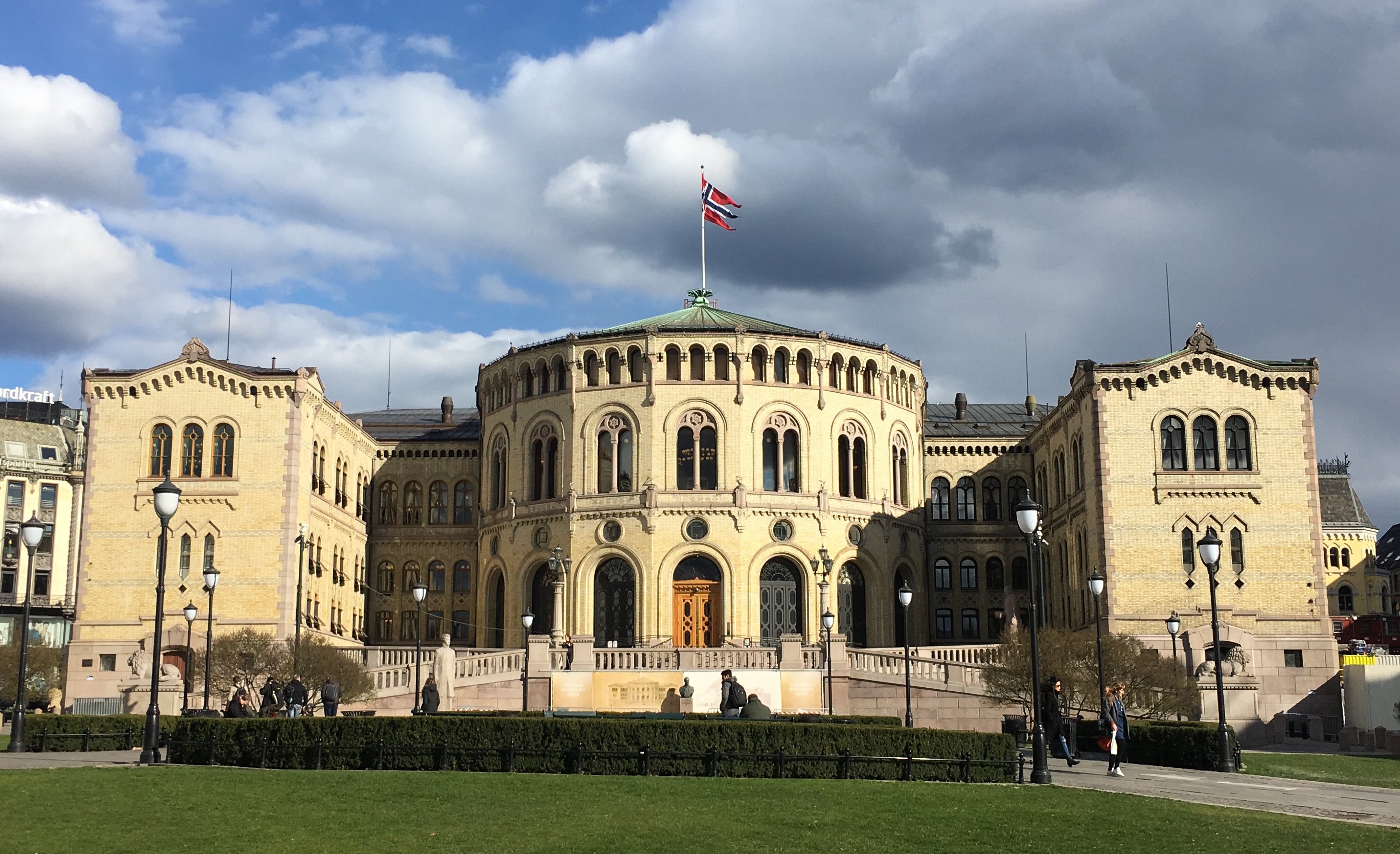
Storting là Quốc hội của Na Uy.

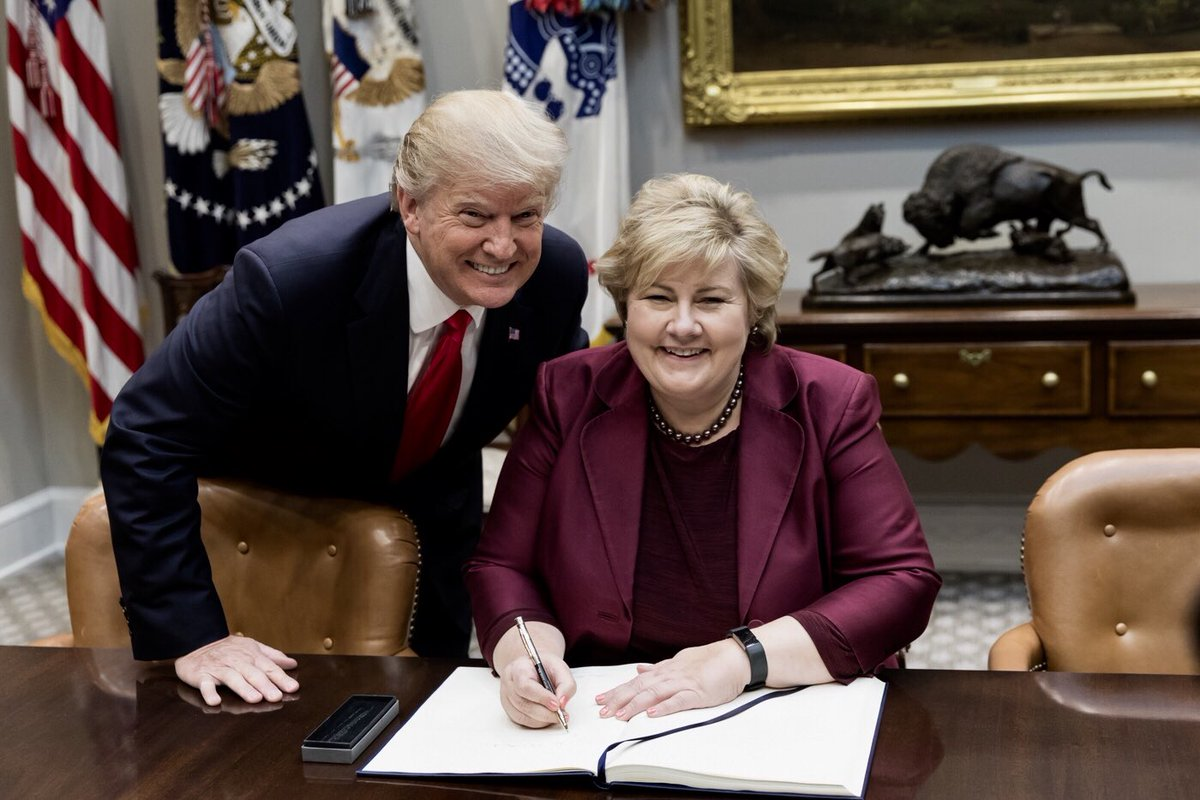
Thủ tướng Na Uy Erna Solberg (từ năm 2013) và Tổng thống Mỹ Donald Trump năm 2018

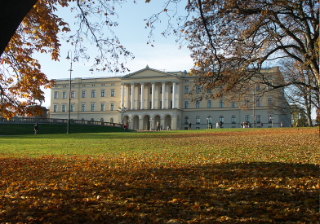
Cung điện Hoàng gia Na Uy tại Oslo.

### Nhân quyền

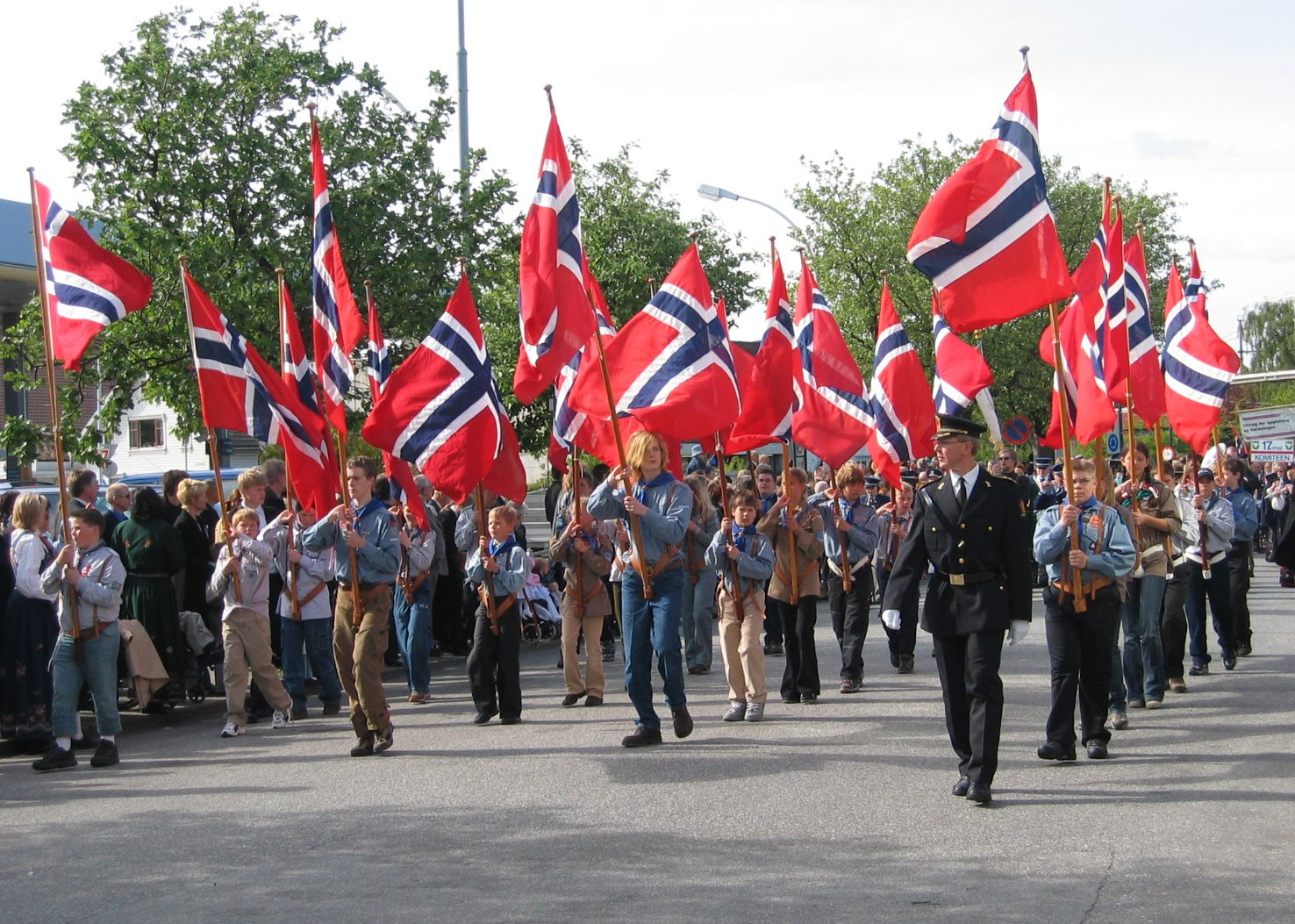
Hướng đạo sinh cầm cờ Na Uy dẫn đầu một đoàn diễu hành ngày 17 tháng 5, Ngày hiến pháp Na Uy

### Phân cấp hành chính

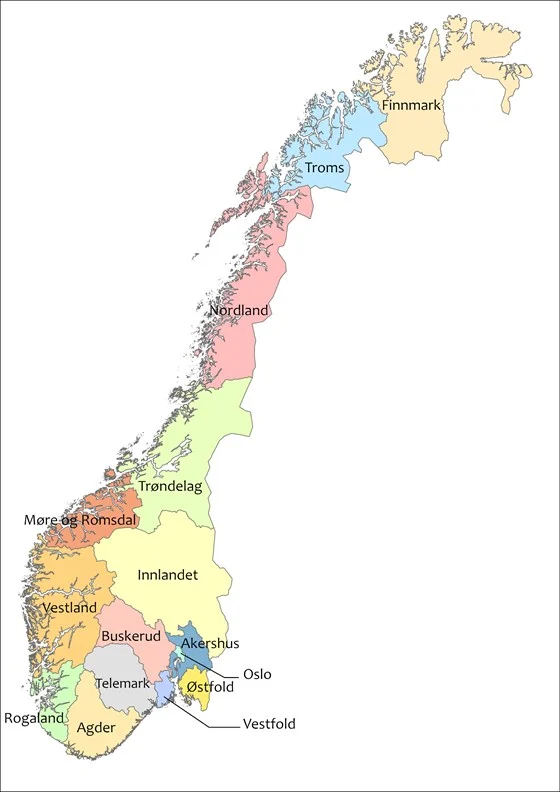
Hạt (fylke) 2024

Na Uy và các lãnh thổ hải ngoại.

## Kinh tế

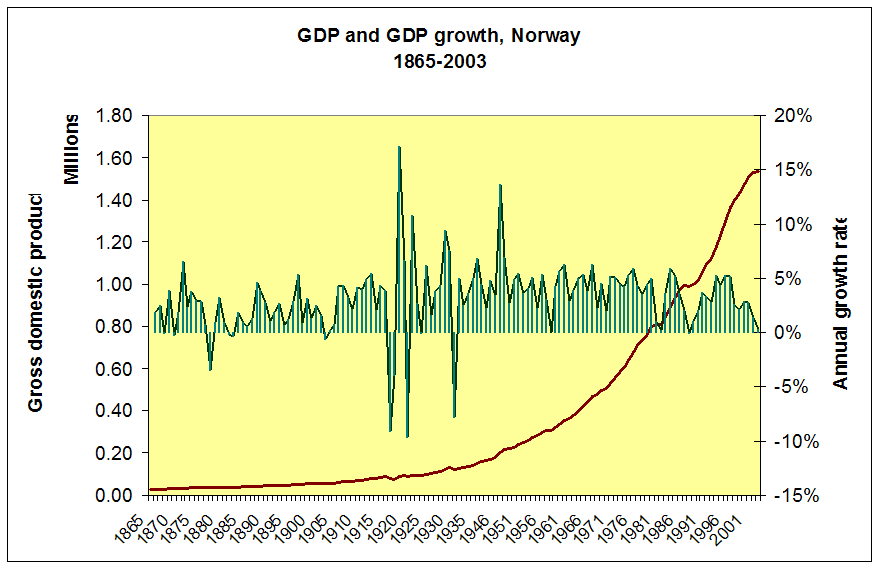
GDP của Na Uy từ 1865 đến 2004

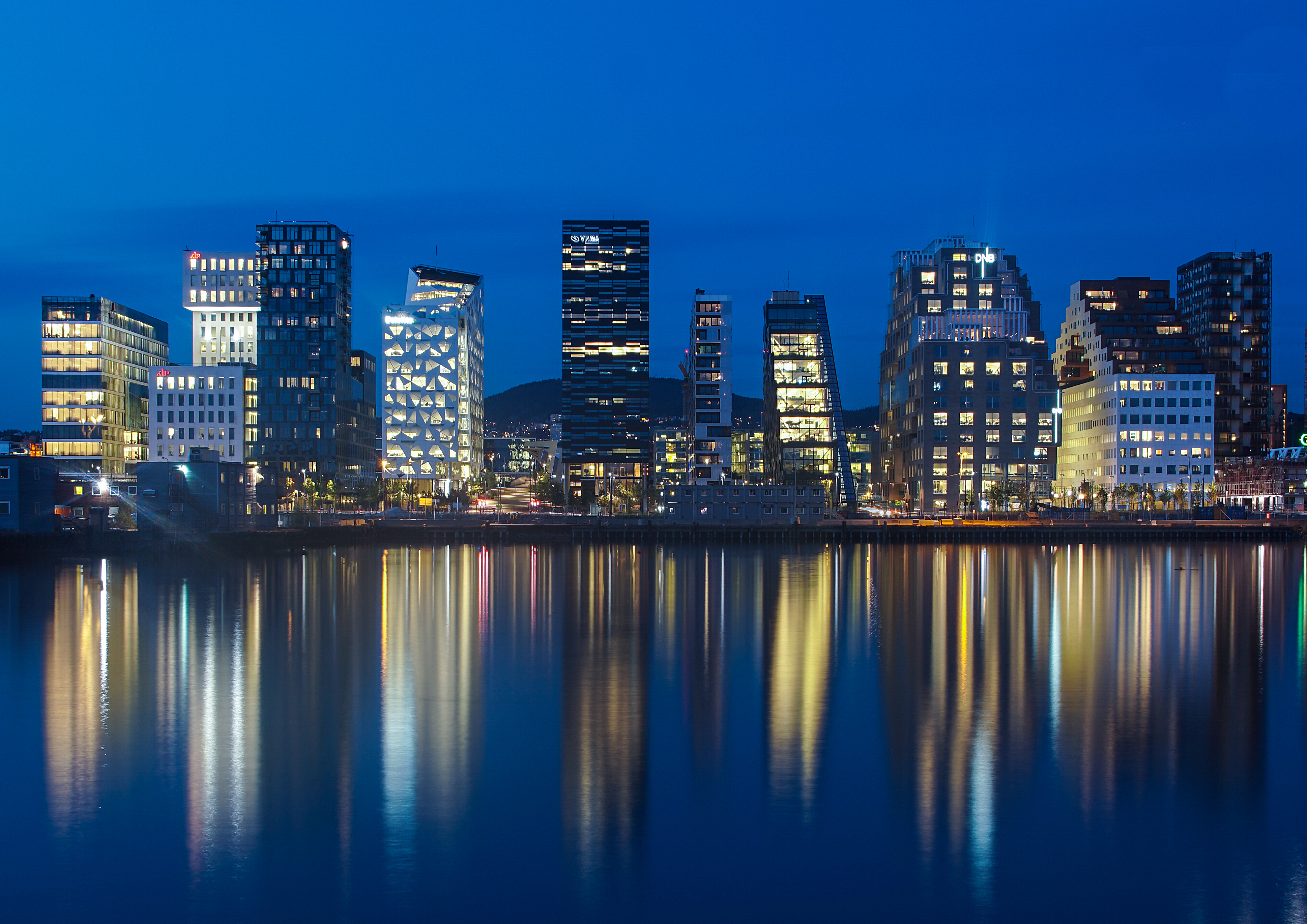
Thủ đô Oslo của Na Uy, cũng là trung tâm kinh tế của đất nước

#### Dầu khí

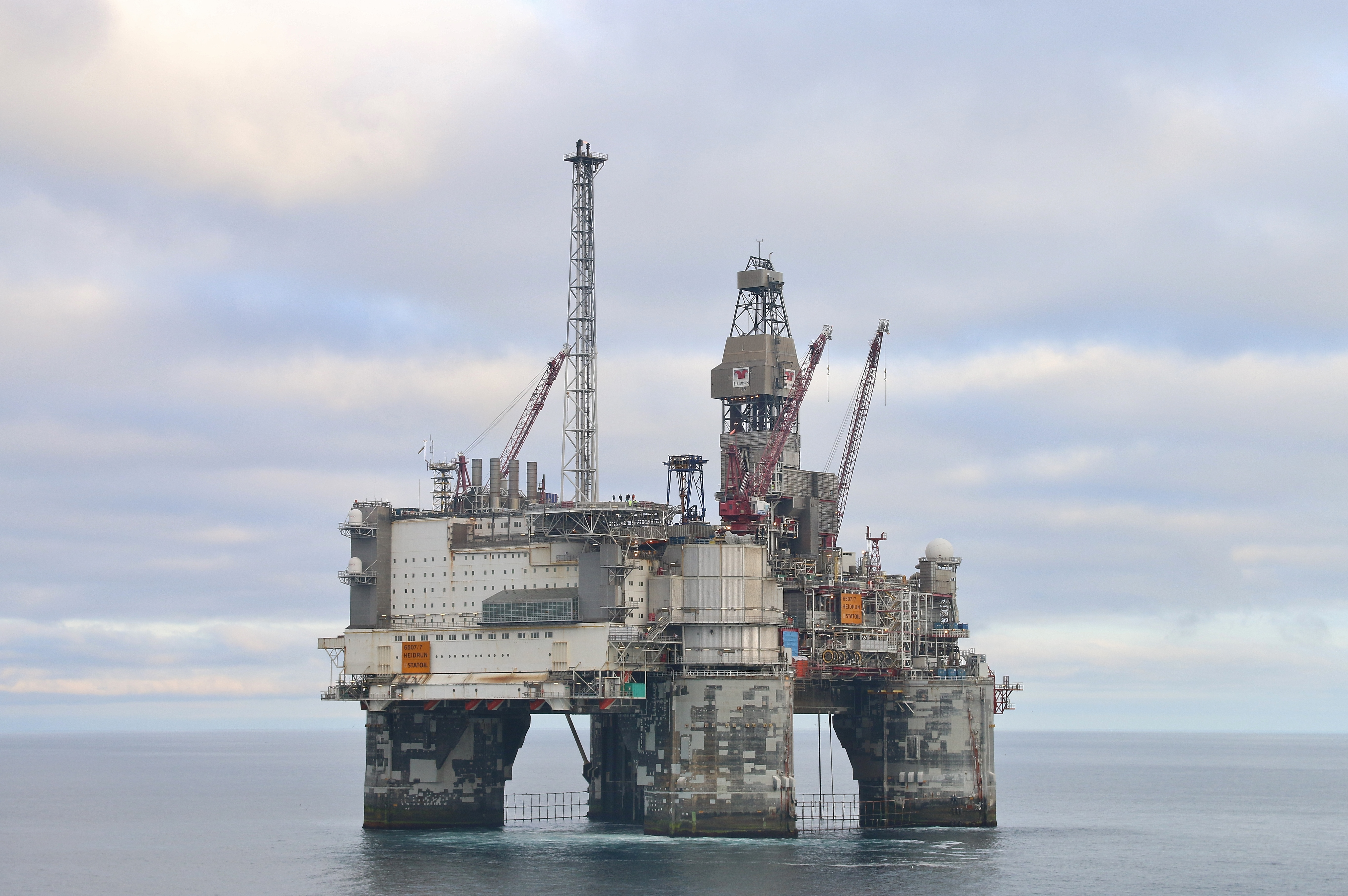
Sản xuất dầu là trung tâm của nền kinh tế Na Uy từ những năm 1970, với quyền sở hữu lớn của nhà nước (mỏ dầu Heidrun)

## Nhân khẩu

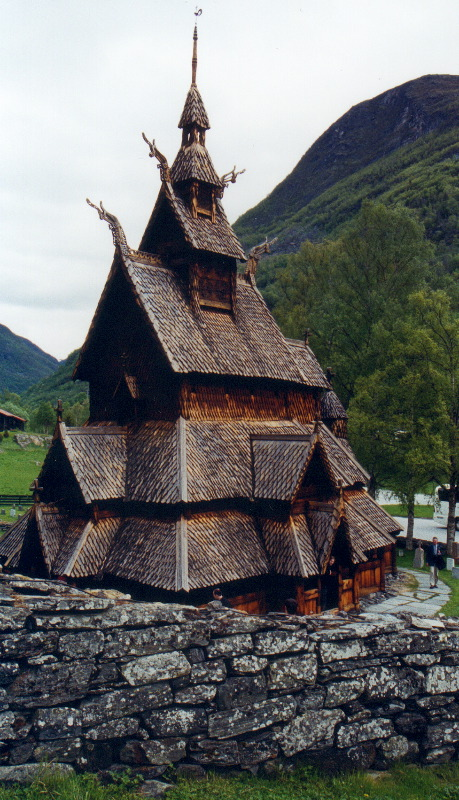
Nhà thờ gỗ ván Borgund

### Tôn giáo

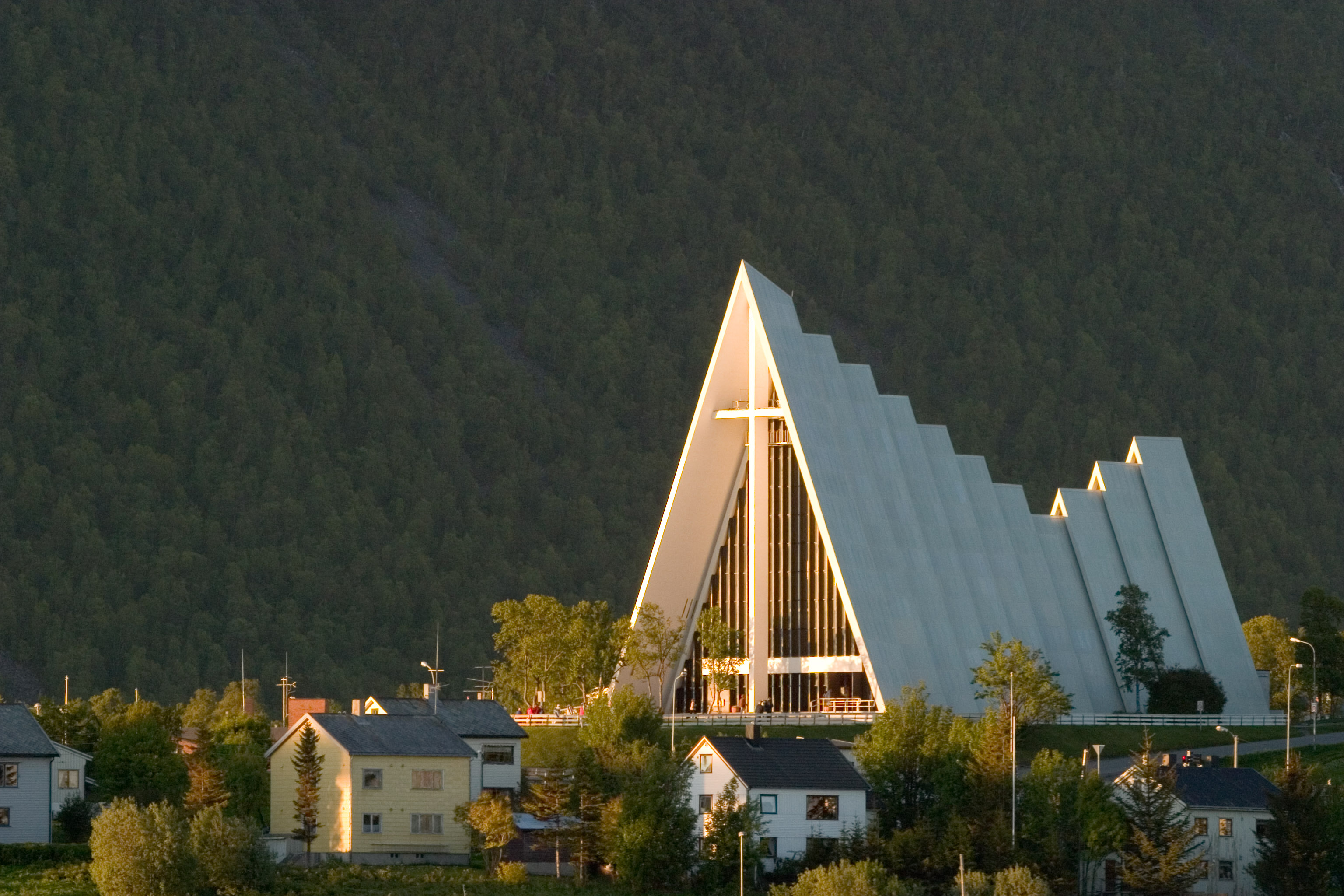
Nhà thờ Bắc Cực ở Tromsø được xem là biểu tượng của Kitô giáo ở Na Uy.

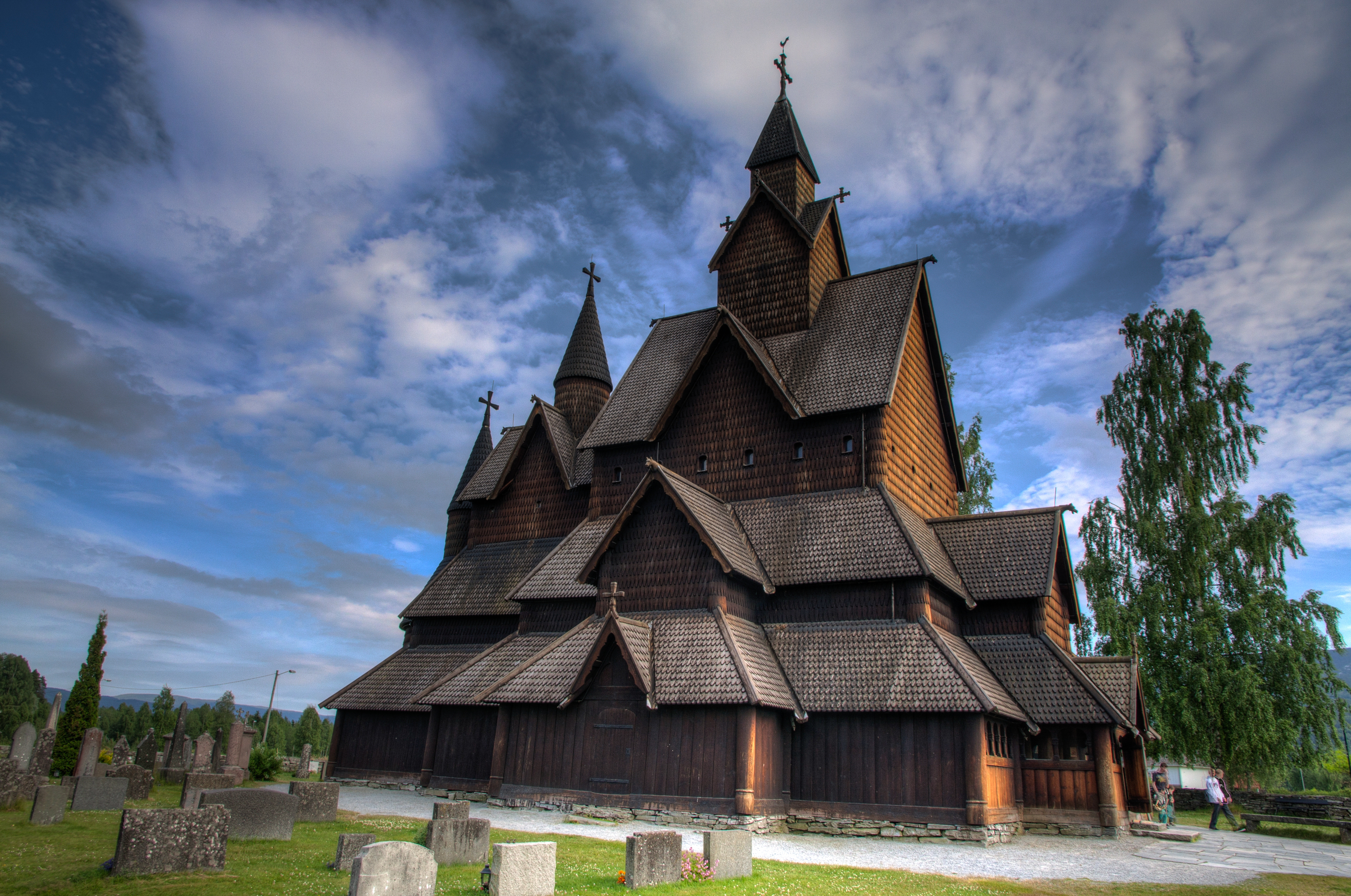
Nhà thờ cột và ván gỗ (tiếng Na Uy: Stavkirke) là phong cách xây dựng nhà thờ Kitô giáo thời Trung cổ từng rất phổ biến Na Uy